# Ригони, Эмилиано
Эмилиа́но Ариэ́ль Риго́ни (исп. Emiliano Ariel Rigoni; род. 4 февраля 1993, Колония-Кароя, Кордова, Аргентина) — аргентинский футболист, вингер. Сыграл два матча за сборную Аргентины.

## Клубная карьера

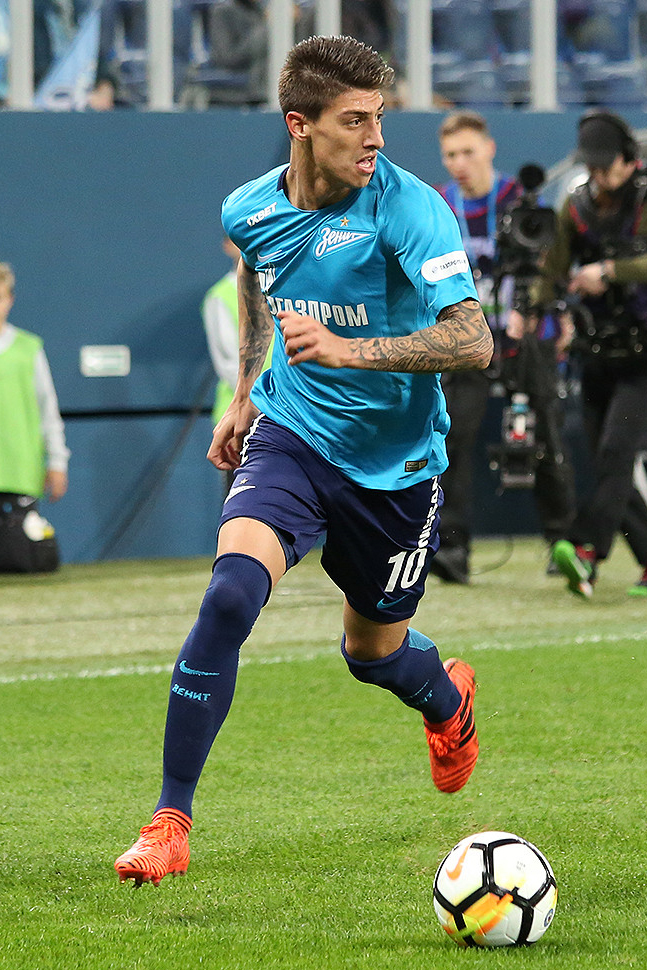
Ригони в составе «Зенита»

Ригони — воспитанник клуба «Бельграно». 4 августа 2013 года в матче против «Ланус» он дебютировал в аргентинской Примере, заменив во втором тайме Лукаса Селараяна. 17 февраля 2014 года в поединке против «Бока Хуниорс» Ригони забил свой первый гол за «Бельграно».
В начале 2016 года Эмилиано перешёл в «Индепендьенте». Сумма трансфера составила 1,55 млн евро. 7 февраля в матче против своего родного клуба «Бельграно» он дебютировал за новую команду. В этом же поединке Ригони забил свой первый гол за «Индепендьенте».
23 августа 2017 года подписал контракт с российским «Зенитом», соглашение с футболистом рассчитано на 4 года. Сумма трансфера составила 9 млн €. 10 сентября в матче против московского «Динамо» он дебютировал в РФПЛ. 14 сентября в поединке Лиги Европы против македонского «Вардара» Ригони забил свой первый гол за «Зенит». 28 сентября в поединке Лиги Европы против испанского «Реал Сосьедада» он забил гол. 19 октября в матче турнира против норвежского «Русенборга» Ригони сделал хет-трик.
16 августа 2018 года стало известно, что бергамская «Аталанта» арендовала игрока на один сезон с правом последующего выкупа. Стоимость — 1 млн € с возможностью выкупа за 15 млн €. 27 августа в матче против «Ромы» он дебютировал в итальянской Серии A. В этом же поединке Ригони сделал «дубль». Затем провел пять матчей в основе. В январе 2019 года футболист в социальных сетях сообщил, что возвращается в «Зенит». 10 марта 2019 года в матче против «Уфы» (2:1) забил свой первый гол в чемпионате России, а также сделал голевую передачу на Сердара Азмуна.
2 сентября 2019 года перешёл в итальянскую «Сампдорию» на правах аренды до конца сезона 2019/20 с правом выкупа. Соглашение предусматривало выкуп аргентинца в случае, если он сыграет 20 матчей за клуб, но в генуэзском клубе были недовольны игрой футболиста в первой части сезона, поэтому его досрочно вернули в российский клуб. Ригони провёл за «Сампдорию» 10 матчей во всех турнирах и отдал одну голевую передачу.
6 октября 2020 года перешёл в испанский «Эльче».
24 мая 2021 года подписал контракт с бразильским «Сан-Паулу», действующий до 30 июня 2024 года, с возможностью продления ещё на год.
29 июля 2022 года Ригони перешёл в клуб MLS «Остин», подписав контракт по правилу назначенного игрока до конца сезона 2024 с опциями продления на сезоны 2025 и 2026. В высшей лиге США дебютировал 31 августа в матче против «Портленд Тимберс», выйдя на замену на 63-й минуте. 29 апреля 2023 года в матче против «Сан-Хосе Эртквейкс» забил свой первый гол в MLS.

## Карьера в сборной
6 октября 2017 года в отборочном матче чемпионата мира 2018 против сборной Перу Ригони дебютировал за сборную Аргентины, заменив во втором тайме Анхеля Ди Марию.

## Достижения
«Зенит»
- Чемпион России (2): 2018/19, 2019/20
- Обладатель Кубка России: 2019/20
- Обладатель Суперкубка России: 2020

## Клубная статистика
| Выступление      | Выступление      | Выступление      | Лига | Лига | Кубки | Кубки | Континент | Континент | Прочие | Прочие | Итого | Итого |
| Клуб             | Лига             | Сезон            | Игры | Голы | Игры  | Голы  | Игры      | Голы      | Игры   | Голы   | Игры  | Голы  |
| ---------------- | ---------------- | ---------------- | ---- | ---- | ----- | ----- | --------- | --------- | ------ | ------ | ----- | ----- |
| Бельграно        | Примера          | 2013/14          | 26   | 1    | —     | —     | —         | —         | —      | —      | 26    | 1     |
| Бельграно        | Примера          | 2014             | 44   | 7    | —     | —     | 4         | 0         | —      | —      | 48    | 7     |
| Бельграно        | Итого            | Итого            | 70   | 8    | —     | —     | 4         | 0         | —      | —      | 74    | 8     |
| Индепендьенте    | Примера          | 2015             | 16   | 4    | —     | —     | 4         | 1         | —      | —      | 20    | 5     |
| Индепендьенте    | Примера          | 2016/17          | 30   | 11   | —     | —     | 4         | 1         | —      | —      | 34    | 12    |
| Индепендьенте    | Итого            | Итого            | 46   | 15   | —     | —     | 8         | 2         | —      | —      | 54    | 17    |
| Зенит (СПб)      | Премьер-лига     | 2017/18          | 17   | 0    | 1     | 0     | 10        | 6         | —      | —      | 28    | 6     |
| Зенит (СПб)      | Премьер-лига     | 2018/19          | 11   | 3    | 0     | 0     | 1         | 0         | —      | —      | 12    | 3     |
| Зенит (СПб)      | Премьер-лига     | 2019/20          | 12   | 2    | 2     | 1     | 0         | 0         | —      | —      | 14    | 3     |
| Зенит (СПб)      | Премьер-лига     | 2020/21          | 7    | 0    | 1     | 0     | 0         | 0         | —      | —      | 8     | 0     |
| Зенит (СПб)      | Итого            | Итого            | 47   | 5    | 4     | 1     | 11        | 6         | —      | —      | 62    | 12    |
| → Аталанта       | Серия А          | 2018/19          | 12   | 3    | 0     | 0     | 0         | 0         | —      | —      | 12    | 3     |
| → Аталанта       | Итого            | Итого            | 12   | 3    | 0     | 0     | 0         | 0         | —      | —      | 12    | 3     |
| → Сампдория      | Серия А          | 2019/20          | 8    | 0    | 1     | 0     | —         | —         | —      | —      | 9     | 0     |
| → Сампдория      | Итого            | Итого            | 8    | 0    | 1     | 0     | —         | —         | —      | —      | 9     | 0     |
| Эльче            | Ла Лига          | 2020/21          | 22   | 1    | 2     | 1     | —         | —         | —      | —      | 24    | 2     |
| Эльче            | Итого            | Итого            | 22   | 1    | 2     | 1     | —         | —         | —      | —      | 24    | 2     |
| Сан-Паулу        | Серия А          | 2021             | 30   | 4    | 5     | 5     | 3         | 2         | —      | —      | 38    | 11    |
| Сан-Паулу        | Серия А          | 2022             | 23   | 2    | 2     | 0     | 7         | 0         | —      | —      | 32    | 2     |
| Сан-Паулу        | Итого            | Итого            | 53   | 6    | 7     | 5     | 10        | 2         | —      | —      | 70    | 13    |
| Остин            | MLS              | 2022             | 7    | 0    | —     | —     | —         | —         | 3      | 0      | 10    | 0     |
| Остин            | MLS              | 2023             | 33   | 5    | 2     | 0     | 2         | 0         | —      | —      | 37    | 5     |
| Остин            | Итого            | Итого            | 40   | 5    | 2     | 0     | 2         | 0         | 3      | 0      | 47    | 5     |
| Всего за карьеру | Всего за карьеру | Всего за карьеру | 298  | 43   | 16    | 7     | 35        | 10        | 3      | 0      | 352   | 60    |